# 红军 (印度)

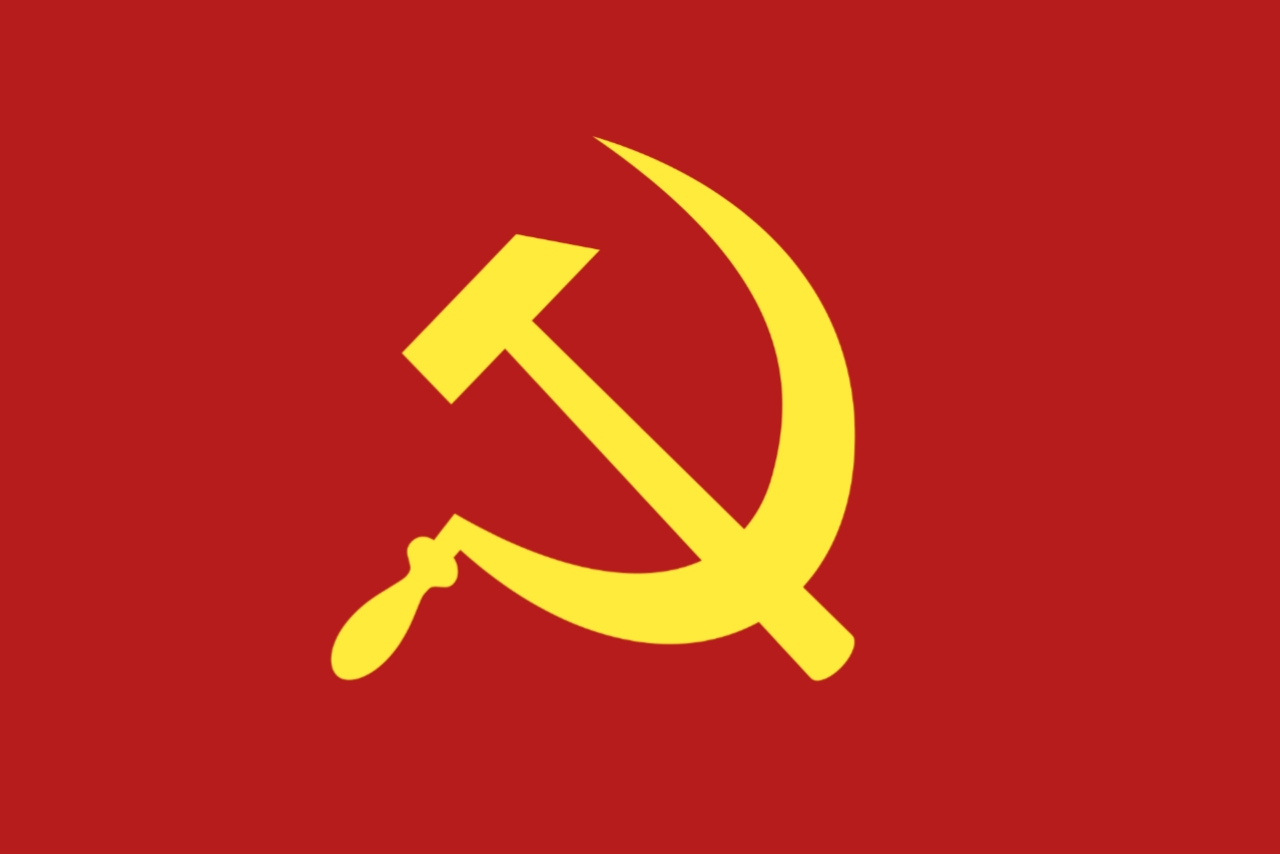
红军旗帜

红军是印度历史上的一个武装民兵组织，由印度共产党（马列）解放建立。它的活动范围包括今贾坎德邦西北部的中比哈尔地区以及北方邦东部的几个县。该组织主要由低种姓（中下阶层）的农民和无地劳动者组成。它活跃于1974年—1990年。